# Henry Burr
Henry Burr, właśc. Harry Haley McClaskey (ur. 15 stycznia 1882 w St. Stephen, New Brunswick, Kanada, zm. 6 kwietnia 1941 w Chicago, Illinois) – kanadyjski piosenkarz, wykonawca radiowy i producent. Należał do pionierów nagrań dźwiękowych.

## Życiorys
Urodził się jako Harry Haley McClaskey. W trakcie kariery artystycznej używał wielu pseudonimów jak np.: Henry Burr, Irving Gillette, Henry Gillette, Alfred Alexander, Robert Rice, Carl Ely, Harry Barr, Frank Knapp, Al King czy Shamus McClaskey. Według własnych szacunków wydał ponad 12 tysięcy nagrań. Do najbardziej znanych należą: „Just a Baby's Prayer at Twilight”, „Till We Meet Again” z Albertem Campbellem, „Song That Stole My Heart Away”, „M-O-T-H-E-R”, „Beautiful Ohio” czy „When I Lost You”. Artysta występował jako solista oraz w duetach, tercetach i kwartetach.